# Instrument zur stressbezogenen Tätigkeitsanalyse
Das Instrument zur stressbezogenen Tätigkeitsanalyse (ISTA) ist ein Mittel, das in den 1980er Jahren zur Analyse gewerblicher Arbeitsplätze entwickelt wurde.

## Anwendungsbereich
ISTA ist ein Instrument zur Messung von aufgaben-, organisations- und arbeitsumgebungsbezogenen Belastungen. Das Instrument ist ein bedingungsbezogenes, quantitatives Expertenverfahren der Verhältnisprävention. In der Toolbox der Bundesanstalt für Arbeitsschutz und Arbeitsmedizin (BAuA) erfüllt es die Gütekriterien der Reliabilität und Validität.
Ein Einsatzgebiet des ISTA ist die Untersuchung der von den Arbeitsbedingungen ausgehenden psychischen Belastung im Rahmen der im betrieblichen Arbeitsschutz vorgeschriebenen Gefährdungsbeurteilung.
Entwickelt wurde das Verfahren auf der Grundlage der transaktionalen Stresstheorie von Lazarus und der Handlungsregulationstheorie. Es identifiziert förderliche und hinderliche Faktoren für Wohlbefinden sowie Gesundheit und klärt Zusammenhänge zwischen Ressourcen und Stressoren.
Aufbau

Das Instrument beruht auf dem sogenannten Multimethoden Ansatz. Hierzu wird sowohl eine Selbsteinschätzung (in Form eines Fragebogens) als auch eine Einschätzung durch einen unabhängigen Beobachter verwendet.

- Dauer Fragebogen (lange Version) ca. 45–60 min
- Dauer Beobachtungsinterview  ca. 2 Stunden

Der Fokus liegt hierbei auf der Arbeitssituation (bedingungsbezogene Analyse), nicht auf der jeweiligen Person (personenbezogene Analyse).
Ziele
- Stressrelevante Aufgabenmerkmale messen
- chronische Belastungen, Entlastungsfaktoren und Anforderungen abschätzen
- relevante Merkmale für Fluktuation und Fehlzeiten
- Hinweise auf nötige Arbeitsgestaltungsmaßnahmen